# Oakleaf Plantation, Florida
Oakleaf Plantation är en ort (CDP) i Clay County, i delstaten Florida, USA. Enligt United States Census Bureau har orten en folkmängd på 20 315 invånare (2010) och en landarea på 42,9 km².